# 剑桥资本争论
剑桥资本争论（英語：Cambridge capital controversy），又称两个剑桥之争（英語：the two Cambridges debate），是20世纪50年代至70年代新古典综合派和新剑桥学派（后凯恩斯学派）在资本理论领域的争论，爭論始于新剑桥派对资本加总的质疑，逐漸展開至分配理論、價值理論與一般均衡理論。

## 历史
争论双方是以麻省理工学院（地处麻省的剑桥）教授萨缪尔森、托宾、勞勃·梭羅等人为代表的新古典综合派，和以琼·罗宾逊、卡爾多、斯拉法、帕西内蒂为代表的新剑桥学派（其代表人物大多执教于剑桥大学）。
最终，新剑桥学派成功证明新古典命题以及總體經濟學所使用的生產函數只有在单一产品模型中才能成立，顯然不符合現實世界的情況，但新剑桥学派并未发展出一套被廣泛接受的理论以替代新古典理论。

## 影響
曾任經濟計量學會會長的麻省理工學院經濟系教授Franklin M. Fisher與亞洲開發銀行經濟學家Jesus Felipe（2003）表示：
......由個體生產函數推導到總合生產函數的條件太過嚴苛，難以相信現實世界的經濟會符合這些條件。因此總合生產函數並沒有堅實的理論基礎......受到挑戰的是整個新古典學派研究分配問題的中心思維。這是必須被質疑的......總體經濟學家們在繼續進行這些沒有理論基礎的應用研究之前，應該先暫停一下，撥點時間來尋找關於價值、分配、就業、成長與技術進步的其他研究途徑......

約克大學經濟學教授Avi Cohen和劍橋大學經濟學教授Geoffrey Harcourt（2003）表示：
......（經濟學）在許多重要的議題上－如何解釋（或合理化）資本的回報、如何看待資本積累、均衡工具的限制等等，都受到了並且仍然正在被挑戰。雖然新劍橋學派主要人物的逝去減少了質疑的聲音，但這些問題只是被埋沒，並沒有得到解決。